# Motte féodale du Kochersberg
La motte féodale du Kochersberg est un monument historique situé à Neugartheim-Ittlenheim, dans le département français du Bas-Rhin.

## Localisation
Ce bâtiment est situé kochersberg à Neugartheim-Ittlenheim sur le horst de Wasselone.

## Historique
L'édifice fait l'objet d'une inscription au titre des monuments historiques depuis 1989.